# Léogâne
Léogâne er en kystby i Ouestprovinsen i Haiti. Det ligger i et arrondissement ved samme navn. Havnen ligger ca. 29 km vest for Haitis hovedstad, Port-au-Prince.
Byen var den 12. januar 2010 epicenter i et jordskælv, der ramte Haiti, hvor 80-90% af alle byens bygninger blev ødelagt., Byen blev også ødelagt ved et jordskælv i 1770.

## Charlemagne Péralte
Charlemagne Péralte, lederen af den haitianske modstand mod den amerikanske besættelse, der var begyndt i 1915 var en officer, der var udstationeret i Léogâne. Han trak sig tilbage fra militæret, da han nægtede at overgive sig til den amerikanske styrke uden kamp. Efterfølgende vendte han tilbage til sin fødeby Hince, hvorfra han ledte Cacos mod besættelsesmagten.

## Jordskælvet i 2010
Byen var epicenteret for jordskælvet den 12. januar 2010 og en FN evalueringsgruppe, der undersøgte de tre største byer i nærheden af Port-au-Prince vurderede, at Léogâne var det mest ødelagte område med 80 til 90% af alle bygninger beskadigede og ingen tilbageværende offentlig infrastruktur. Næsten hver betonbygning blev ødelagt. De vurderedes ligeledes, at byen blev mere beskadiget af jordskælvet end hovedstaden. Militæret vurderer, at 20.000 til 30.000 mennesker døde af jordskælvet i Léogâne. Folk forsamlede sig i ad hoc-BZ'er lejre og nødhjælp har taget længere tid at nå Léogâne. 
Britiske eftersøgningshold var de første, der nåede frem til den ødelagte by den 17. januar 2010.
Det canadiske skib HMCS Athabaskan nåede først område om torsdagen – den 19. januar. Skibet leverede hunmanitær bistand og besætningen har bistået med nødhjælpsarbejdet.
Da Léogâne ikke har nogen lufthavn, begyndte canadierne at bruge Jacmel for at undgå flaskehalsen ved Port-au-Prince. De havde 250-300 personer der den følgende dag.